# Dorset
Dorset (arhaično Dorsetshire) je ena od 48 tradicionalnih grofij s 744.041 prebivalci, ki živijo na površini 2655 km² in je ena od 77 nemetropolitanskih grofij v jugozahodni Angliji s 412.905 prebivalci in površino 2542 km².
Območje se samo delno prekriva z zgodovinsko grofijo Dorset.
Upravni center Dorseta je mesto Dorchester, ki je na jugu. 

## Geografija
Dorset je v jugozahodni Angliji. Na severu meji na Somerset in Wiltshire, na vzhodu na Hampshire, na zahodu na Devon, na jugu je naravna meja Rokavski preliv. 
Za Dorset so značilne apnenčaste visoke planote severnega in južnega Dorseta, ki se raztezajo tudi na sosednji Wiltshire. Med njima leži trikotna ravnica peščeno-glinastih tal. To območje na zahodu odmakata reki Frome in Piddle, na vzhodu pa reki Avon in Stour. 

## Zgodovina
Dorset je naseljen od prazgodovine, o čemer pričajo arheološke najdbe iz neolitika prek bronaste do železne dobe. Pod Rimljani je bil Dorchester eno pomembnejših mest. Pozneje je postalo del Kraljevine Wessex. V začetku 19. stoletja je bil Dorset kraj borcev za delavske pravice – tolpuddlski mučeniki.

## Gospodarstvo
Razen mest Bournemouth in Poole na jugovzhodu je Dorset v glavnem kmetijsko območje. Po apnečasti visoki planoti so velike kmetije, ki se ukvarjajo s pridobivanjem mleka in vzgojo ječmena. Na mešanem peščeno-glinenem terenu so kmetije manjše in se ukvarjajo s perutninarstvom in svinjerejo. Ob gozdarstvu so pomembni tudi kamnolomi; portlandski kamen in purbeški marmor. Dorset ima enega redkih preostalih rudnikov kaolina, ki je pomemben za keramično industrijo. 
Pri vasi Kimmeridge na obali je nekaj nafte in zemeljskega plina. 
Turizem ima vse večjo vlogo v gospodarstvu Dorseta, posebej v obalnih mestih Bournemouth, Poole in Weymouth. Bournemouth je znan kot podeželsko mesto že od leta 1879. Jurska obala (obalni pas od Dorseta do vzhodnega Devona) je bila zaradi veličastnih klifov leta 2001 uvrščena na Unescov seznam svetovne dediščine. 
Bournemouth in Poole imata nekaj industrije; opekarna, keramika, elektronika, metalurgija, farmacevtska podjetja, kemikalije. 